# Tiếng Konkan
Tiếng Konkan (chữ Devanagari: कोंकणी, Kōṅkaṇī, chữ Latinh: Konknni, koṅṇi, chữ Kannada: ಕೊಂಕಣಿ, konkaṇi, chữ Malayalam: കൊങ്കണി, konkaṇi) là một ngôn ngữ thuộc nhóm Ấn-Arya của Ngữ hệ Ấn-Âu. Ngôn ngữ này được nói tại vùng ven biển phía tây Ấn Độ và có hơn 7 triệu người sử dụng. Tiếng Konkan là ngôn ngữ chính thức của bang Goa và là ngôn ngữ thiểu số ở các bang Karnataka và Kerala. Ngôn ngữ này cũng là một trong 22 ngôn ngữ được công nhận theo Hiến pháp Ấn Độ.

## Lịch sử
Sau khi Ấn Độ độc lập và sau đó là kiểm soát Goa năm 1961. Goa trở thành một lãnh thổ liên bang của nước này. Tuy nhiên, sự tái cấu trúc của nhà nước theo ranh giới ngôn ngữ và sự gia tăng những lời kêu gọi từ bang Maharashtra cũng như của người Marathi ở Goa để sáp nhập Goa vào Maharashtra, một cuộc tranh luận kịch liệt đã diễn ra ở Goa. Các tranh luận chính liên quan đến tình trạng của tiếng Konkan như một ngôn ngữ độc lập và tương lại của Goa là một phần của Maharashtra hay sẽ tách riêng. Một cuộc trưng cầu dân ý đã ngăn Goa đọc lập vào năm 1967 .Tuy nhiên, tiếng Anh, tiếng Hindi và tiếng Marithi tiếp tục được ưu tiên trong giao tiếp chính thức trong khi tiếng Konkan chỉ là phụ. Vào năm 1987, sau một số vụ bạo lực, tiếng Konkan mới trở thành một ngôn ngữ chính thức của bang Goa
.

## Chữ viết
Tiếng Konkan có thể được viết bằng 5 hệ chữ viết: chữ Devanagari, chữ Latinh, chữ Kannada, chữ Malayalam và chữ Ba Tư-Ả Rập. Trong số đó chữ cái Latinh hầu như chắc chắn là lâu đời nhất bắt đầu từ thế kỷ 16. Việc sử dụng chữ Devanagari, chữ viết chính thức ngày nay được bắt đầu vào năm 1678.